# Abbia (journal)
Pour l’article homonyme, voir Abbia (jeu).
Abbia : revue culturelle du Cameroun (en anglais : Abbia: Cameroon Cultural Review) est une ancienne revue académique consacrée à la culture du Cameroun, publiée en français et en anglais. Elle est créée par Bernard Fonlon, Marcien Towa et Eldridge Mohammadou en 1962, et publiée jusqu'en 1982. 

## Historique
La revue est imaginée par Bernard Fonlon et Marcien Towa en 1962 et publiée pour la première fois l'année suivante. Elle est partiellement financée par des donateurs étrangers, le gouvernement et des organisations non-gouvernementales dont l'UNESCO. Son nom, Abbia, fait référence à des graines des forêts camerounaises, présentes sur la couverture ; les rédacteurs décident également de mettre en avant Ibrahim Njoya. En 1963, quatre numéros sortent. 
Dans les années 1960, Abbia atteint son apogée, avec un trio à sa tête : Bernard Fonlon, anglophone appartenant au peuple Nso, Marcien Towa, francophone d'origine beti et Eldridge Mohammadou, anglo-peul originaire du nord du Cameroun. Ils incarnent la diversité linguistique et culturelle du pays.
Cependant, au cours des années 1970, la revue décline. Elle disparaît finalement définitivement en 1982, cessant de paraître après 40 volumes et près de 5 500 pages publiées.
Son influence est abordée par Milton Krieger en 1996 et 2014 ainsi que par les contributeurs du Festschrift 1989 de Bernard Fonlon. La revue en question illustre les convictions de ce dernier sur l'importance du bilinguisme français-anglais.